# Paul Hennig
Paul Hermann Fritz Hennig (* 16. Juli 1874 in Frankfurt (Oder); † 28. Juni 1930 in München) war Mitbegründer und Vorstandsmitglied des Gewerkschaftsbunds der Angestellten (GDA) und der Deutschen Angestellten-Krankenkasse (DAK).

## Leben
Zunächst als Kaufmann in der „Berlinischen Rückversicherungs Gesellschaft“ tätig, kam er in den 1890er Jahren nach München und betätigte sich dort auch gewerkschaftlich im „Bund der Handlungsgehilfen“. Im Jahr 1904 wurde er als stellvertretender Schatzmeister des „Vereins Deutscher Kaufleute“ nach Berlin berufen. Nach dem Ersten Weltkrieg, in dem er u. a. in Belgien eingesetzt war, war er von 1919 bis 1920 Abgeordneter der Deutschen Volkspartei (DVP) in der verfassunggebenden Preußischen Landesversammlung. Er war Mitglied im Beamtenrat der Johannis-Loge „Humanitas“ der Freimaurer. 
Im Jahr 1920 entstand mit seiner Beteiligung aus früheren kaufmännischen Teilgewerkschaften der GDA, in dem er leitende Funktionen übernahm. Ab etwa 1923 leitete er die GDA-Landesverwaltung Bayern und Württemberg. Der Sitz der Hauptverwaltung war das gewerkschaftseigene Haus in München, Barer Straße 44. Ein Höhepunkt seiner Tätigkeit war die Eröffnung des GDA-Erholungsheims „Villa Marie-Luise“ in Hallthurm bei Berchtesgaden.
Er war Mitbegründer und Aufsichtsratsmitglied der DAK und stellvertretender Vorsitzender im Vorstand der Kranken- und Begräbniskasse des „Vereins der Deutschen Kaufleute“.